# Místo, místo! Více místa!
Místo, místo! Více místa! (v anglickém originále Make Room! Make Room!) je dystopický vědeckofantastický román amerického spisovatele Harryho Harrisona vydaný nakladatelstvím Doubleday v roce 1966. Předmluvu napsal americký biolog Paul R. Ehrlich.

Česky knihu vydalo brněnské nakladatelství Návrat v roce 1995 (ISBN 80-7174-913-3).

## Námět
Děj se odehrává v přelidněném New Yorku, kde je nedostatek téměř všeho: místa, vody, jídla. V tomto prostředí dojde k násilné smrti význačné osobnosti...

## Filmová adaptace
Dle knižní předlohy natočil v roce 1973 režisér Richard Fleischer film Soylent Green, v němž účinkují herci Charlton Heston, Leigh Taylor-Young, Chuck Connors, Joseph Cotten, Brock Peters, Paula Kelly, Edward G. Robinson, Mike Henry a další.